# Martin Gagnon
Martin Gagnon, né à Longueuil le 9 octobre 1964, est un romancier, poète et enseignant québécois.

## Biographie
Originaire de Longueuil, Martin Gagnon s'installe à Montréal pour faire ses études. Il complète une maîtrise sur Emmanuel Levinas en 1989 à l'Université de Montréal, puis un doctorat sur la philosophie de Merleau-Ponty à la même université en 1997,.
Il publie son premier recueil de poésie, Toiles filantes, aux éditions du Noroît en 1991. Son troisième recueil, Initiales de l'éclair et de la dispersion, est finaliste pour le prix Émile-Nelligan en 1997. Dans un article publié en 2000, la critique littéraire Jocelyne Felx considère Gagnon comme faisant partie de « la relève » de la garde poétique québécoise, aux côtés de Bertrand Laverdure, France Mongeau, Patrick Lafontaine et Hélène Boissé, entre autres.
À propos du Sacrement de la finitude, le poète David Cantin souligne la qualité de son écriture, notamment son « humour et [sa] justesse métaphorique » ; « Tel un combat contre le cycle impardonnable des instants, la poésie discrète de Martin Gagnon bascule d'une vérité à l'autre.»        
Son roman Les effets pervers, publié en 2000 chez Lanctôt, a connu une réception mitigée. Finaliste pour le prix Anne-Hébert en 2001, lequel est remporté par Maryse Barbance pour Toxiques, le livre est salué par Stanley Péan, Robert Lévesque, Danielle Laurin et Sylvain Houde, mais reçoit une critique beaucoup plus réservée de la part de Marie-Claude Fortin et Hélène Rioux.
Il enseigne la philosophie au Collège André-Grasset,.

## Œuvres

### Romans
- Zigonnages. Milly-la-Forêt, Tabou éditions, 2010, 251 p.  (ISBN 978-2-915635-74-4)
- Fuckaillages. Milly-la-Forêt, Tabou éditions, 2020, 191 p.  (ISBN 978-2-915635-73-7)
- Les effets pervers. Montréal, Le Quartanier, 2013 (1re éd., Outremont, Lanctôt, 2000; 2e édition, Le Quartanier, 2013) 147 p.  (ISBN 978-2-896980-78-9)
- Épreuves terminales. Montréal, Éditions Les Heures bleues, 2020, 180 p.  (ISBN 978-2-924914-34-2)

### Poésie
- Toiles filantes. Montréal, Le Noroît, 1991, 77 p.  (ISBN 9782890182257)
- La version du silence. Saint-Laurent, Bellarmin, 1996, 148 p. (ISBN 9782890078123)
- Initiales de l'éclair et de la dispersion. Montréal, Le Noroît, 1997, 59 p. (ISBN 9782890183759)
- Le Sacrement de la finitude. Montréal, Le Noroît, 2000, 54 p. (ISBN 9782890184503)

### Correspondances
- Correspondances Martin Gagnon / Bertrand Laverdure. Moebius, Canada, 2002,  (ISSN 0225-1582), no 95, p.117-126.

### Livres scolaires
- Yong Chung, Martin Gagnon et Alain Bellemare. Genèse de la rationalité occidentale : de Thalès à Platon. Précis de logique, d'argumentation et de méthodologie avec corrigé. Montréal, Gaétan Morin, 1997, 71 p. (ISBN 2-89105-671-X)

## Prix et honneurs
- 1997 : finaliste pour le prix Émile-Nelligan pour Initiales de l'éclair et de la dispersion[5]
- 2001 : finaliste pour le prix Anne-Hébert pour Les effets pervers[8]